# Coupe UEFA 1978-1979
Navigation
Édition précédente Édition suivante
La Coupe UEFA 1978-1979 est la huitième édition de la Coupe de l'UEFA, qui oppose les meilleurs clubs européens qualifiés grâce aux résultats de leur championnat national. Cette édition voit le Borussia Mönchengladbach s'imposer en finale contre l'Étoile rouge de Belgrade, qui est le premier club yougoslave à atteindre la finale de la compétition. C'est la deuxième Coupe de l'UEFA remportée par le Borussia, après son succès en 1975.
C'est l'attaquant danois du Borussia, Allan Simonsen, qui termine meilleur buteur de la compétition, avec 9 buts.
Comme depuis six saisons, il n'y a pas d'équipe albanaise lors de cette édition. La RDA et la Bulgarie obtiennent le droit de qualifier trois clubs, au détriment de la Suisse et de la Pologne, qui n'en envoient que deux.
Le tenant du titre, l'équipe néerlandaise du PSV Eindhoven, ne participe pas à la compétition cette saison car il est qualifié pour la Coupe des clubs champions à la suite de son titre de champion des Pays-Bas.
À noter la performance remarquable des équipes de RFA lors de cette édition : les quatre clubs engagés atteignent les huitièmes de finale et trois d'entre eux iront jusqu'en demi-finale, une première dans l'histoire de la Coupe UEFA pour 3 équipes d'un même pays. Cette réussite collective est confirmée dans les autres Coupes d'Europe avec la finale perdue par le Fortuna Düsseldorf en Coupe des Coupes et la demi-finale du 1. FC Cologne en Coupe des clubs champions.

## Trente-deuxièmes de finale
| Équipe 1                 | Résultat        | Équipe 2                 | Aller | Retour   |
| ------------------------ | --------------- | ------------------------ | ----- | -------- |
| Dukla Prague             | 2 - 1           | Vicence Calcio           | 1 - 0 | 1 - 1    |
| Milan AC                 | 1 - 1 (8-7 tab) | Lokomotíva Košice        | 1 - 0 | 0 - 1    |
| CSKA Sofia               | 3 - 5           | Valence CF               | 2 - 1 | 1 - 4    |
| Borussia Mönchengladbach | 7 - 2           | Sturm Graz               | 5 - 1 | 2 - 1    |
| Argeş Piteşti            | 5 - 1           | Panathinaïkos            | 3 - 0 | 2 - 1    |
| Athletic Bilbao          | 2 - 3           | Ajax Amsterdam           | 2 - 0 | 0 - 3    |
| Finn Harps               | 0 - 10          | Everton FC               | 0 - 5 | 0 - 5    |
| La Jeunesse d'Esch       | 0 - 2           | Lausanne-Sport           | 0 - 0 | 0 - 2    |
| FC Nantes                | 0 - 2           | Benfica Lisbonne         | 0 - 2 | 0 - 0    |
| Sporting de Gijón        | 3 - 1           | Torino FC                | 3 - 0 | 0 - 1    |
| SC Braga                 | 7 - 3           | Paola Hibernians         | 5 - 0 | 2 - 3    |
| Galatasaray SK           | 2 - 6           | West Bromwich Albion     | 1 - 3 | 1 - 3    |
| BFC Dynamo               | 6 - 6e          | Étoile rouge de Belgrade | 5 - 2 | 1 - 4    |
| Kuopion Palloseura       | 6 - 5           | Boldklubben 1903         | 2 - 1 | 4 - 4    |
| FC Bâle                  | 3 - 7           | VfB Stuttgart            | 2 - 3 | 1 - 4    |
| FK Torpedo Moscou        | 7 - 3           | Molde FK                 | 4 - 0 | 3 - 3    |
| IF Elfsborg              | 3 - 4           | RC Strasbourg            | 2 - 0 | 1 - 4    |
| MSV Duisbourg            | 10 - 2          | Lech Poznań              | 5 - 0 | 5 - 2    |
| Standard de Liège        | 1 - 0           | Dundee United            | 1 - 0 | 0 - 0    |
| IK Start                 | 0 - 1           | Esbjerg fB               | 0 - 0 | 0 - 1    |
| Arsenal FC               | 7 - 1           | 1. FC Lokomotive Leipzig | 3 - 0 | 4 - 1    |
| FC Carl Zeiss Iéna       | 3 - 2           | K Lierse SK              | 1 - 0 | 2 - 2    |
| ÍB Vestmannaeyja         | 1e - 1          | Glentoran FC             | 0 - 0 | 1 - 1    |
| FC Twente                | 3 - 4           | Manchester City          | 1 - 1 | 2 - 3    |
| Hibernian FC             | 3 - 2           | IFK Norrköping           | 3 - 2 | 0 - 0    |
| FC Timişoara             | 3 - 2           | MTK Hungária             | 2 - 0 | 1 - 2    |
| Pezoporikos Larnaca      | 3 - 7           | Śląsk Wrocław            | 2 - 2 | 1 - 5    |
| Olympiakos Le Pirée      | 3 - 4           | PFK Levski Sofia         | 2 - 1 | 1 - 3 ap |
| SK Dinamo Tbilissi       | 3 - 1           | SSC Naples               | 2 - 0 | 1 - 1    |
| Hajduk Split             | 3 - 2           | Rapid Vienne             | 2 - 0 | 1 - 2    |
| Hertha BSC               | 2 - 1           | AFD Trakia Plovdiv       | 0 - 0 | 2 - 1    |
| Budapest Honvéd          | 8 - 2           | Adanaspor                | 6 - 0 | 2 - 2    |

## Seizièmes de finale
| Équipe 1                | Résultat | Équipe 2                 | Aller | Retour   |
| ----------------------- | -------- | ------------------------ | ----- | -------- |
| Ajax Amsterdam          | 5 - 0    | FC Lausanne-Sport        | 1 - 0 | 4 - 0    |
| Budapest Honvéd         | 4 - 2    | Politehnica Timişoara    | 4 - 0 | 0 - 2    |
| Everton                 | 2 - 2e   | Dukla Prague             | 2 - 1 | 0 - 1    |
| FC Argeş Piteşti        | 4 - 6    | Valence CF               | 2 - 1 | 2 - 5    |
| FC Carl Zeiss Iéna      | 0 - 3    | MSV Duisbourg            | 0 - 0 | 0 - 3 ap |
| FK Torpedo Moscou       | 2 - 3    | VfB Stuttgart            | 2 - 1 | 0 - 2    |
| Hajduk Split            | 2 - 2e   | Arsenal                  | 2 - 1 | 0 - 1    |
| Hertha BSC              | 2 - 1    | SK Dinamo Tbilissi       | 2 - 0 | 0 - 1    |
| ÍB Vestmannaeyja        | 1 - 4    | Śląsk Wrocław            | 0 - 2 | 1 - 2    |
| Kuopion Palloseura      | 1 - 6    | Esbjerg fB               | 0 - 2 | 1 - 4    |
| Manchester City         | 4 - 2    | Standard de Liège        | 4 - 0 | 0 - 2    |
| Levski Sofia            | 1 - 4    | Milan AC                 | 1 - 1 | 0 - 3    |
| RC Strasbourg           | 2 - 1    | Hibernian Édimbourg      | 2 - 0 | 0 - 1    |
| Sporting Clube de Braga | 0 - 3    | West Bromwich Albion     | 0 - 2 | 0 - 1    |
| Benfica Lisbonne        | 0 - 2    | Borussia Mönchengladbach | 0 - 0 | 0 - 2 ap |
| Real Sporting de Gijón  | 1 - 2    | Étoile rouge de Belgrade | 0 - 1 | 1 - 1    |

## Huitièmes de finale
| Équipe 1                 | Résultat | Équipe 2             | Aller | Retour |
| ------------------------ | -------- | -------------------- | ----- | ------ |
| Milan AC                 | 2 - 5    | Manchester City      | 2 - 2 | 0 - 3  |
| Borussia Mönchengladbach | 5 - 3    | WKS Slask Wroclaw    | 1 - 1 | 4 - 2  |
| Budapest Honvéd          | 4 - 3    | Ajax Amsterdam       | 4 - 1 | 0 - 2  |
| Esbjerg fB               | 2 - 5    | Hertha BSC           | 2 - 1 | 0 - 4  |
| RC Strasbourg            | 0 - 4    | MSV Duisbourg        | 0 - 0 | 0 - 4  |
| Étoile rouge de Belgrade | 2 - 1    | Arsenal              | 1 - 0 | 1 - 1  |
| Valencia CF              | 1 - 3    | West Bromwich Albion | 1 - 1 | 0 - 2  |
| VfB Stuttgart            | 4 - 5    | Dukla Prague         | 4 - 1 | 0 - 4  |

## Quarts de finale
| Équipe 1                 | Résultat | Équipe 2                 | Aller | Retour |
| ------------------------ | -------- | ------------------------ | ----- | ------ |
| Budapest Honvéd          | 4 - 4e   | MSV Duisbourg            | 2 - 3 | 2 - 1  |
| Hertha BSC               | 3 - 2    | Dukla Prague             | 1 - 1 | 2 - 1  |
| Manchester City          | 2 - 4    | Borussia Mönchengladbach | 1 - 1 | 1 - 3  |
| Étoile rouge de Belgrade | 2 - 1    | West Bromwich Albion     | 1 - 0 | 1 - 1  |

## Demi-finales
| Équipe 1                 | Résultat | Équipe 2                 | Aller | Retour |
| ------------------------ | -------- | ------------------------ | ----- | ------ |
| MSV Duisbourg            | 3 - 6    | Borussia Mönchengladbach | 2 - 2 | 1 - 4  |
| Étoile rouge de Belgrade | 2e- 2    | Hertha BSC               | 1 - 0 | 1 - 2  |

## Finale
| Équipe 1                 | Résultat | Équipe 2                 | Aller | Retour |
| ------------------------ | -------- | ------------------------ | ----- | ------ |
| Étoile rouge de Belgrade | 1 - 2    | Borussia Mönchengladbach | 1 - 1 | 0 - 1  |